# Houtaud
Houtaud és un municipi francès situat al departament del Doubs i a la regió de Borgonya - Franc Comtat. L'any 2007 tenia 916 habitants.

## Demografia

### Població
El 2007 la població de fet de Houtaud era de 916 persones. Hi havia 312 famílies de les quals 52 eren unipersonals (24 homes vivint sols i 28 dones vivint soles), 84 parelles sense fills, 160 parelles amb fills i 16 famílies monoparentals amb fills.
La població ha evolucionat segons el següent gràfic:
Habitants censats

### Habitatges
El 2007 hi havia 334 habitatges, 317 eren l'habitatge principal de la família, 6 eren segones residències i 11 estaven desocupats. 279 eren cases i 54 eren apartaments. Dels 317 habitatges principals, 269 estaven ocupats pels seus propietaris, 43 estaven llogats i ocupats pels llogaters i 5 estaven cedits a títol gratuït; 10 tenien dues cambres, 22 en tenien tres, 63 en tenien quatre i 222 en tenien cinc o més. 274 habitatges disposaven pel capbaix d'una plaça de pàrquing. A 115 habitatges hi havia un automòbil i a 190 n'hi havia dos o més.

### Piràmide de població
La piràmide de població per edats i sexe el 2009 era:
| Homes | Edats   | Dones |
| ----- | ------- | ----- |
| 0     | 95 o +  | 0     |
| 0     | 90 a 94 | 0     |
| 0     | 85 a 89 | 0     |
| 4     | 80 a 84 | 8     |
| 0     | 75 a 79 | 0     |
| 4     | 70 a 74 | 12    |
| 24    | 65 a 69 | 16    |
| 12    | 60 a 64 | 20    |
| 8     | 55 a 59 | 12    |
| 4     | 50 a 54 | 12    |
| 48    | 45 a 49 | 28    |
| 32    | 40 a 44 | 28    |
| 36    | 35 a 39 | 40    |
| 24    | 30 a 34 | 52    |
| 40    | 25 a 29 | 16    |
| 16    | 20 a 24 | 8     |
| 16    | 15 a 19 | 36    |
| 48    | 10 a 14 | 44    |
| 44    | 5 a 9   | 20    |
| 32    | 0 a 4   | 32    |

## Economia
El 2007 la població en edat de treballar era de 611 persones, 466 eren actives i 145 eren inactives. De les 466 persones actives 451 estaven ocupades (238 homes i 213 dones) i 15 estaven aturades (4 homes i 11 dones). De les 145 persones inactives 42 estaven jubilades, 65 estaven estudiant i 38 estaven classificades com a «altres inactius».

### Ingressos
El 2009 a Houtaud hi havia 321 unitats fiscals que integraven 941,5 persones, la mediana anual d'ingressos fiscals per persona era de 20.601 €.

### Activitats econòmiques
Dels 84 establiments que hi havia el 2007, 2 eren d'empreses extractives, 1 d'una empresa alimentària, 1 d'una empresa de fabricació de material elèctric, 5 d'empreses de fabricació d'altres productes industrials, 11 d'empreses de construcció, 34 d'empreses de comerç i reparació d'automòbils, 3 d'empreses d'hostatgeria i restauració, 1 d'una empresa d'informació i comunicació, 3 d'empreses financeres, 3 d'empreses immobiliàries, 6 d'empreses de serveis, 9 d'entitats de l'administració pública i 5 d'empreses classificades com a «altres activitats de serveis».
Dels 22 establiments de servei als particulars que hi havia el 2009, 4 eren tallers de reparació d'automòbils i de material agrícola, 1 taller d'inspecció tècnica de vehicles, 1 paleta, 1 guixaire pintor, 2 fusteries, 1 lampisteria, 3 electricistes, 1 empresa de construcció, 2 perruqueries, 1 veterinari, 3 restaurants, 1 agència immobiliària i 1 saló de bellesa.
Dels 20 establiments comercials que hi havia el 2009, 1 era, 1 un hipermercat, 4 grans superfícies de material de bricolatge, 1 una botiga de menys de 120 m², 2 llibreries, 1 una llibreria, 6 botigues de mobles, 1 una botiga de mobles, 2 drogueries i 1 una joieria.
L'any 2000 a Houtaud hi havia 5 explotacions agrícoles.

## Equipaments sanitaris i escolars
El 2009 hi havia 1 farmàcia i 1 ambulància.
El 2009 hi havia una escola elemental.

## Poblacions més properes
El següent diagrama mostra les poblacions més properes.